# Emmanuel Véry-Hermence
Pour les articles homonymes, voir Véry.
Emmanuel Véry-Hermence, né le 31 mars 1904 et mort le 19 juin 1966, est un homme politique français.

## Détail des fonctions et des mandats

### Mandats locaux
- Maire de Sainte-Marie de 1955 à 1966
- Conseiller général du canton de Sainte-Marie
- Président du conseil général de la Martinique de 1937 à 1940

### Mandats parlementaires
- 10 novembre 1946 - 4 juillet 1951 : Député de la Martinique
- 17 juin 1951 - 1er décembre 1955 : Député de la Martinique
- 2 janvier 1956 - 8 décembre 1958 : Député de la Martinique
- 30 novembre 1958 - 9 octobre 1962 : Député de la 1re circonscription de la Martinique[1]
- 18 novembre 1962 - 19 juin 1966 : Député de la 1re circonscription de la Martinique[2]

### Distinctions
- Croix de guerre 1939-1945